# 데이비드 그로

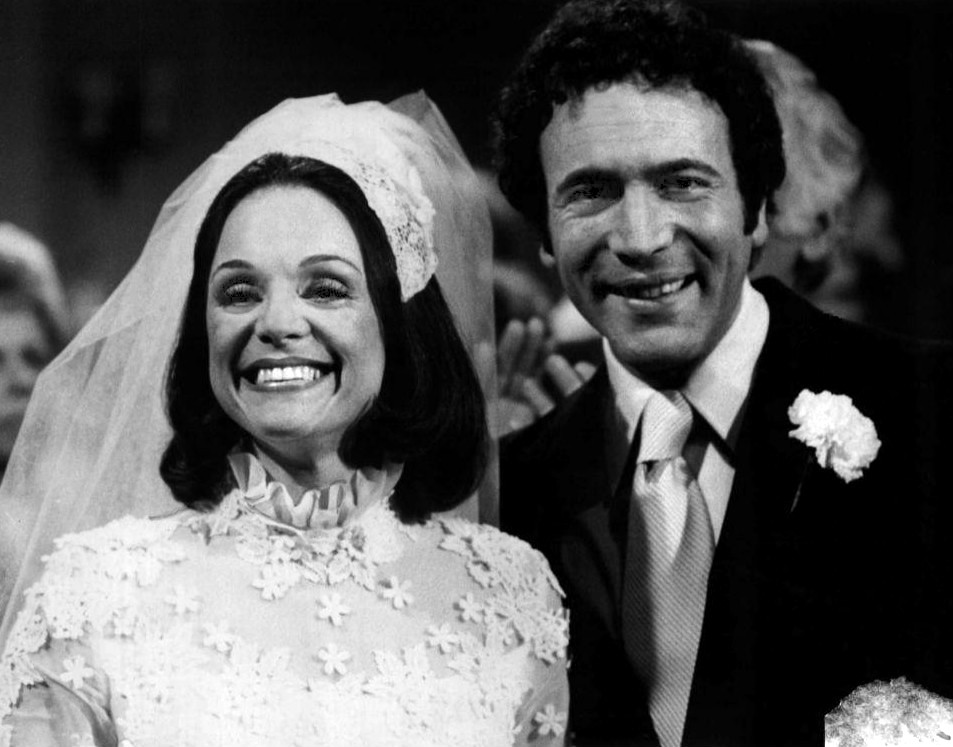

데이비드 그로(David Groh, 1939년 5월 21일 ~ 2008년 2월 12일)는 미국의 배우이다.
브루클린에서 태어났으며 로스앤젤레스에서 사망하였다. 사인은 신장암이다.

## 출연 작품
- 크래쉬 앤 번 (2008년)
- 제인 도: 더 하더 데이 폴 (2006년)
- 블랙 스콜피온 (2001년)
- 스포일러 (1997년)
- 모스트 원티드 (1997년)
- 레드 액트 (1997, Acts of Betrayal)
- 라스트 엑시트 투 어스 (1996년) - 벤딕스 역
- 색있는 유혹 (1995년)
- 더 스톤드 에이지 (1994년) - 대드 역
- 스피드 업 (1994년)
- 할렘가의 대부 (1990년)
- 브로큰 바우 (1987년)
- 슛! 골인 (1987년)
- 별들의 전쟁(영어판) (1979년)
- 엔터베 특공작전 (1976년)
- 2분 경고 (1976년)

### 텔레비전
- 법과 질서 (1990년)
- SOS 해상 구조대 (1989년)
- 꿈꾸는 낙원 (1978년)